# Kaliska (województwo lubuskie)
Kaliska – osada w Polsce, położona w województwie lubuskim, w powiecie zielonogórskim, w gminie Kargowa.

## Podział administracyjny
W latach 1975–1998 miejscowość należała administracyjnie do województwa zielonogórskiego.